# Eumea vivida
Eumea vivida är en tvåvingeart som först beskrevs av Robineau-desvoidy 1863.  Eumea vivida ingår i släktet Eumea och familjen parasitflugor.
Artens utbredningsområde är Frankrike. Inga underarter finns listade i Catalogue of Life.